# Sophronica bituberosa
Sophronica bituberosa är en skalbaggsart som beskrevs av Stefan von Breuning 1952. Sophronica bituberosa ingår i släktet Sophronica och familjen långhorningar. Inga underarter finns listade i Catalogue of Life.